# وانگ شاشا
وانگ شاشا (انگلیسی: Wang Shasha؛ زادهٔ ۸ ژانویهٔ ۱۹۸۷)  بازیکن زن هندبال اهل چین است. وی در بازی‌های المپیک تابستانی ۲۰۰۴ و ۲۰۰۸ شرکت کرده‌است.